# La Riera (Somiedo)
La Riera es una parroquia del concejo de Somiedo, en el Principado de Asturias (España). Alberga una población de 72 habitantes. Ocupa una extensión de 8,96 km². Está situada a 8,6 km de la capital del concejo. Se celebra la festividad de Nuestra Señora del Carmen. Su templo parroquial está dedicado a San Pedro.

## Barrios

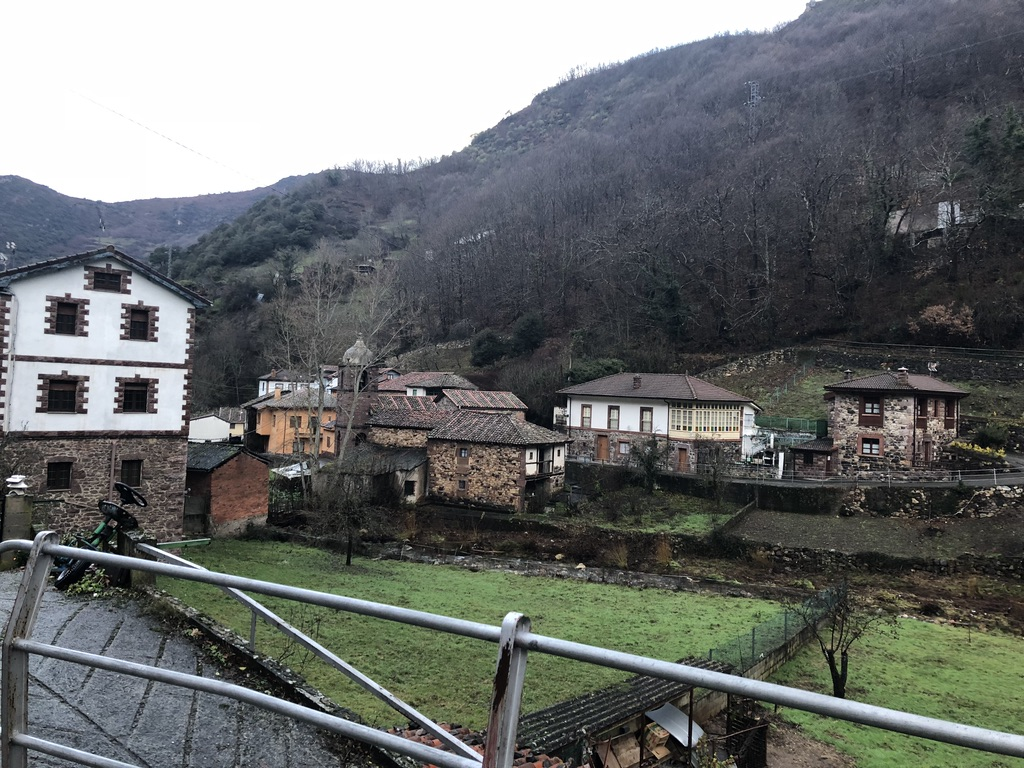
La Riera de Somiedo

- La Riera

- Datos: Q426152
- Multimedia: La Riera (Somiedo) / Q426152